# Judith Pipher
Judith (Judy) Lynn Pipher, née en 18 juin 1940 à Toronto (Canada) et morte le 21 février 2022 à Seneca Falls (États-Unis),,, est une astrophysicienne et astronome observatrice américaine. Elle est professeur émérite d'astronomie à l'Université de Rochester et a dirigé l'observatoire C.E.K. Mees de 1979 à 1994. Elle a grandement contribué au développement de réseaux de détecteurs infrarouges dans les télescopes spatiaux.

## Jeunesse et éducation
Judith Pipher est née en 1940 à Toronto. Elle est diplômée de la Leaside High School en 1958 et a obtenu un B.A. en astronomie de l'Université de Toronto en 1962. Après avoir obtenu son diplôme, Pipher a déménagé dans la région des Finger Lakes, dans le nord de l'État de New York, où elle a enseigné les sciences et fréquenté l'Université Cornell. À la fin des années 1960, elle travaille comme étudiante diplômée de Martin Harwit sur une expérience de télescope à fusée cryogénique. Elle obtient son doctorat de Cornell en 1971. Sa thèse, Rocket Submillimeter Observations of the Galaxy and Background, la conduit à des recherches dans les domaines naissants de l'astronomie submillimétrique et infrarouge.

## Carrière et recherche
Pipher rejoint la faculté du département de physique et d'astronomie de l'Université de Rochester en 1971 en tant qu'instructrice.
De 1979 à 1994, Pipher est directrice de l'Observatoire C.E.K. Mees de l'Université de Rochester. Dans les années 1970 et 1980, elle fait des observations depuis l'observatoire aéroporté Kuiper. Pipher et William J. Forrest obtiennent des résultats prometteurs avec une matrice de 32 × 32 pixels de détecteurs à l'antimoniure d'indium (InSb) dans un atelier Ames de la NASA. Ils rapportent leurs résultats en 1983. Cette année-là, Pipher et ses collègues sont parmi les premiers à utiliser une caméra matricielle infrarouge pour capturer des galaxies à sursauts de formation d'étoiles.
Au cours des deux décennies suivantes, Pipher développe des réseaux InSb infrarouges ultra-sensibles avec l'aide de son collègue William J. Forrest. La Caméra matricielle infrarouge (IRAC pour l'anglais Infrared Array Camera) pour le télescope spatial Spitzer est lancée en août 2003. Elle travaille également avec Dan Watson et sur le développement de matrices de tellurure de mercure-cadmium (HgCdTe). La recherche observationnelle de Pipher se concentre sur les études de formation d'étoiles et les réseaux qu'elle conçoit sont utilisés pour observer des phénomènes astronomiques tels que les nébuleuses planétaires, les naines brunes et le centre galactique. Elle est l'auteur de plus de 200 articles scientifiques.
Pipher est membre d'une équipe de l'Université de Rochester qui développe le capteur de NEOCam, un capteur de lumière infrarouge HgCdTe destiné à la Near-Earth Object Camera proposée. Le capteur améliore la capacité de détection d'objets potentiellement dangereux.

## Honneurs et récompenses
Pipher reçoit le Susan B. Anthony Lifetime Achievement Award de l'Université de Rochester en 2002. Elle est intronisée au National Women's Hall of Fame en 2007 et s'est depuis impliquée dans son administration. Un article de 2009 dans le magazine Discover indique que Pipher est « considérée par beaucoup comme la mère de l'astronomie infrarouge ». L'astéroïde (306128) Pipher est nommé en son honneur. La citation de nommage officielle est publiée par le Centre des planètes mineures le 31 janvier 2018 (M.P.C. 108698).
Elle est élue Legacy Fellow de l'American Astronomical Society en 2020.

## Vie privée
Pipher vivait à Seneca Falls, dans l'État de New York (États-Unis), où elle était vice-présidente du conseil d'administration du musée de Seneca. Elle était veuve et avait quatre beaux-enfants. Elle meurt le 21 février 2022.